# Alfredo Gatti
Alfredo Gatti (Vercelli, 20 gennaio 1911 – Vercelli, 16 marzo 2002) è stato un calciatore italiano, di ruolo attaccante.

## Carriera
Ha iniziato a giocare tra le file della Juventus ed è poi passato alla Pro Vercelli, dove ha militato in Serie A tra il 1929 (esordio il 3 novembre 1929 in Juventus-Pro Vercelli 6-1) e il 1933; complessivamente ha collezionato 84 presenze e 18 reti.
Giocò coi bianchi anche in Serie B, fino al 1937.